# INHBC
Inhibin beta C lanac je protein koji je kod ljudi kodiran INHBC genom.
Ovaj gen protein koji je član TGF-beta familije. Ova podjedinica formira heterodimere sa beta A i beta B podjedinicama. Inhibini i aktivini, takođe članovi TGF-beta familije, su hormoni sa suprotnim destvom koji učestvuju u hipotalamusnoj, hipofiznoj, i gonadalnoj hormonskoj sekreciji, kao i u razviću i diferencijaciji raznih ćelijskih tipova.

## Literatura
- Bernard DJ, Chapman SC, Woodruff TK (2001). „Mechanisms of inhibin signal transduction.”. Recent Prog. Horm. Res. 56: 417—50. PMID 11237224. doi:10.1210/rp.56.1.417.
- Mathews LS, Vale WW (1991). „Expression cloning of an activin receptor, a predicted transmembrane serine kinase.”. Cell. 65 (6): 973—82. PMID 1646080. doi:10.1016/0092-8674(91)90549-E.
- Schmitt J; Hötten G; Jenkins NA;  . (1997). „Structure, chromosomal localization, and expression analysis of the mouse inhibin/activin beta C (Inhbc) gene.”. Genomics. 32 (3): 358—66. PMID 8838799. doi:10.1006/geno.1996.0130.
- Thomas TZ; Chapman SM; Hong W;  . (1998). „Inhibins, activins, and follistatins: expression of mRNAs and cellular localization in tissues from men with benign prostatic hyperplasia.”. Prostate. 34 (1): 34—43. PMID 9428386. doi:10.1002/(SICI)1097-0045(19980101)34:1<34::AID-PROS5>3.0.CO;2-K.
- Mellor SL; Cranfield M; Ries R;  . (2001). „Localization of activin beta(A)-, beta(B)-, and beta(C)-subunits in humanprostate and evidence for formation of new activin heterodimers of beta(C)-subunit.”. J. Clin. Endocrinol. Metab. 85 (12): 4851—8. PMID 11134153. doi:10.1210/jc.85.12.4851.
- Casagrandi D; Bearfield C; Geary J;  . (2003). „Inhibin, activin, follistatin, activin receptors and beta-glycan gene expression in the placental tissue of patients with pre-eclampsia.”. Mol. Hum. Reprod. 9 (4): 199—203. PMID 12651901. doi:10.1093/molehr/gag029.
- Mellor SL; Ball EM; O'Connor AE;  . (2003). „Activin betaC-subunit heterodimers provide a new mechanism of regulating activin levels in the prostate.”. Endocrinology. 144 (10): 4410—9. PMID 12960042. doi:10.1210/en.2003-0225.
- Ushiro Y; Hashimoto O; Seki M;  . (2007). „Analysis of the function of activin betaC subunit using recombinant protein.”. J. Reprod. Dev. 52 (4): 487—95. PMID 16627954. doi:10.1262/jrd.17110.